# Morella punctata
Morella punctata là một loài thực vật có hoa trong họ Myricaceae. Loài này được (Griseb.) J.Herb. mô tả khoa học đầu tiên năm 2005.